# Gregers Nissen

Gregers Nissen

Gregers Christian Nissen (* 3. Mai 1867 in Soholm; † 20. Juni 1942 in Hamburg) war ein deutscher Fahrradpionier und Radsportfunktionär.

## Leben
Gregers Nissen war Volksschullehrer und Vater von zehn Kindern. Er selbst war mit sieben Jahren verwaist und wuchs in Leck bei Verwandten auf. Schon früh erwarb er ein altes Hochrad aus Eisen, das er selbst instand setzte. Zum Studium zog er 1885 nach Eckernförde; dort gehörte er 1887 zu den Mitbegründern der „RG Eckernförde“. Er unternahm weite Reisen mit dem Fahrrad, anfangs noch auf seinem Hochrad.
1890 wurde Nissen als Lehrer nach Altona versetzt. Schon im selben Jahr wurde er zum Ersten Vorsitzenden des ältesten deutschen Radsportvereins, des Altonaer Bicycle-Club von 1869/80, gewählt. 1891 trat Nissen dem Gau-Vorstand des Deutschen Radfahrer-Bundes (DRB) bei; als solcher organisierte er im Jahr darauf eine „Huldigungsfahrt“ mit rund 1200 Teilnehmern nach Friedrichsruh, dem Wohnsitz des ehemaligen deutschen Reichskanzlers Otto von Bismarck. Von 1893 an bekleidete er über Jahrzehnte beim DRB und später beim Bund Deutscher Radfahrer (BDR) das Amt des „Wanderfachwarts“ und wurde „Prophet des Radwanderns“ genannt. 1915 regte Nissen (vergebens) die systematische Anlage von Radfahrwegen nach dem Vorbild der Niederlande in Deutschland an. Er initiierte zu diesem Zweck die Kampagne „Schafft Radfahrwege für Stadt und Land!“, die von bekannten Persönlichkeiten, unter ihnen Carl Diem, unterzeichnet wurde.

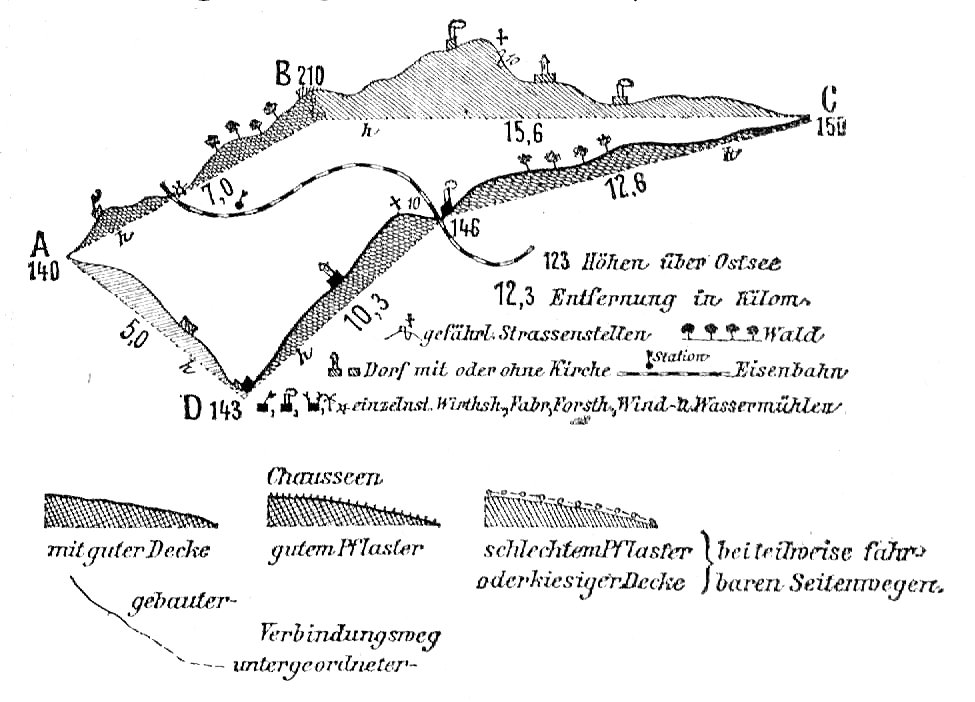
Kartenlegende in: Winke zur Orientierung über die Mittelbach'schen Strassenprofilkarten für Rad- und Motorfahrer, Sächsische Radfahrer-Zeitung, 19. Juli 1902

Besondere Verdienste um das Radwandern erwarb sich Nissen auch durch das Verfassen umfangreicher Literatur sowie dem Erstellen von Radwanderkarten. Sein Buch Das Wanderfahren auf dem Rade erschien bspw. in mehreren Auflagen.
Zusammen mit seinem Freund und Topographen Robert Mittelbach erstellte er ein Konzept für Radwanderkarten. Diese erschienen zwischen 1886 und 1896 in 82 Blättern als Deutsche Strassenprofilkarten für Radfahrer im Maßstab 1 : 300 000 in Mittelbachs Verlag. Sie hatten eine Größe von 40 × 32 cm, waren einseitig farbig bedruckt und – wie damals üblich – auf Leinen aufgezogen, um sie reißfest zu machen. Auf der Karte waren die wichtigsten Verbindungen zwischen den Ortschaften als gerade Linien dargestellt, an denen – in unterschiedlichen Rottönen zur Kategorisierung der Straßen nach Befahrbarkeit – die Höhenprofile der Strecken sozusagen auf die Seite geklappt waren. An diesen Profilen konnten die Steigungen und die Länge der Strecken abgelesen werden. Die Karten wurden bis zum Ersten Weltkrieg verlegt.
Nissen starb 1942 kurz nach seinem 75. Geburtstag.

## Werke (Auswahl)
- Ost-Holstein. Touristenführer durch das östliche Holstein, das Fürstenthum Lübeck, Herzogthum Lauenburg und die Städte Lübeck und Kiel. (mit Adolf Sylvester Thamm), 1902
- 150 Ausflüge in Hamburgs Umgebung und in die Lüneburger Heide, 1908/1909
- Wanderbuch des Deutschen Radfahrerbundes. Band 4: Ostdeutschland, 1910 (1. Auflage), 1925 (2. Auflage)
- Durch den Thüringer Wald. Touren-Profilkarte des Deutschen Radfahrer-Bundes e.V. Blatt 8, ca. 1920
- Das Wanderfahren auf dem Rade, Berlin 1922
- Von Hamburg auf dem Rade nordwärts. Nachdruck der Original-Ausgabe von 1897. Hamburg 1979
- Fern im Süd, das schöne Spanien: eine Frühlings-Wanderfahrt durch Andalusien, Berlin o. J.
- Die Behandlung der Staubfrage auf dem II. internationalen Straßenbaukongress in Brüssel (31. Juli bis 7. August), In: Rauch und Staub, Zeitschrift für ihre Bekämpfung, 1. Jahrgang, 1. Oktober 1910, Seite 21.

Umfassende Listen der Veröffentlichungen von und über Gregers Nissen pflegt der Altonaer Bicycle-Club von 1869/80.